# Sevilla Linces
I Sevilla Linces sono la squadra di football americano di Siviglia, in Spagna fondata nel 1992; hanno vinto 1 titolo andaluso.

## Dettaglio stagioni

### Tornei nazionali

#### Campionato

##### LNFA
| Stagione | regular season | regular season | regular season | regular season | regular season | regular season | playoff | playoff | playoff | playoff | playoff | playoff   | playoff    |
|          | Vin            | Par            | Per            | Tot            | PF             | PS             | Vin     | Per     | Tot     | PF      | PS      | risultato | avversaria |
| -------- | -------------- | -------------- | -------------- | -------------- | -------------- | -------------- | ------- | ------- | ------- | ------- | ------- | --------- | ---------- |
| 2008     | 1              | 0              | 7              | 8              | ?              | ?              | -       | -       | -       | -       | -       | -         | -          |
| 2009     | 3              | 0              | 6              | 9              | 180            | 245            | -       | -       | -       | -       | -       | -         | -          |
| 2010     | 0              | 0              | 8              | 8              | 26             | 177            | -       | -       | -       | -       | -       | -         | -          |
| Totale   | 4              | 0              | 21             | 25             | 206+?          | 422+?          | -       | -       | -       | -       | -       |           |            |

Fonti: Enciclopedia del Football - A cura di Roberto Mezzetti

##### Conferencias/Serie B
| Stagione | regular season | regular season | regular season | regular season | regular season | regular season | playoff | playoff | playoff | playoff | playoff | playoff          | playoff                |
|          | Vin            | Par            | Per            | Tot            | PF             | PS             | Vin     | Per     | Tot     | PF      | PS      | risultato        | avversaria             |
| -------- | -------------- | -------------- | -------------- | -------------- | -------------- | -------------- | ------- | ------- | ------- | ------- | ------- | ---------------- | ---------------------- |
| 2012     | 4              | 0              | 4              | 8              | 178            | 128            | 0       | 1       | 1       | 6       | 40      | Quarti di finale | Las Rozas Black Demons |
| 2013     | 1              | 0              | 7              | 8              | 39             | 157            | -       | -       | -       | -       | -       | -                | -                      |
| 2021     | 1              | 0              | 5              | 6              | 34             | 106            | -       | -       | -       | -       | -       | -                | -                      |
| 2022     | 4              | 0              | 3              | 7              | 153            | 112            | 0       | 1       | 1       | 14      | 52      | Quarti di finale | Mairena Blue Devils    |
| Totale   | 10             | 0              | 19             | 29             | 404            | 503            | 0       | 2       | 2       | 20      | 92      |                  |                        |

Fonti: Enciclopedia del Football - A cura di Roberto Mezzetti

#### Coppa di Spagna
| Stagione | regular season | regular season | regular season | regular season | regular season | regular season | playoff | playoff | playoff | playoff | playoff | playoff    | playoff       |
|          | Vin            | Par            | Per            | Tot            | PF             | PS             | Vin     | Per     | Tot     | PF      | PS      | risultato  | avversaria    |
| -------- | -------------- | -------------- | -------------- | -------------- | -------------- | -------------- | ------- | ------- | ------- | ------- | ------- | ---------- | ------------- |
| 2008     | -              | -              | -              | -              | -              | -              | 1       | 1       | 2       | 22      | 43      | Semifinale | Osos de Rivas |
| Totale   | -              | -              | -              | -              | -              | -              | 1       | 1       | 2       | 22      | 43      |            |               |

Fonti: Enciclopedia del Football - A cura di Roberto Mezzetti

### Tornei locali

#### Campionato andaluso
| Stagione | regular season | regular season | regular season | regular season | regular season | regular season | playoff | playoff | playoff | playoff | playoff | playoff   | playoff    |
|          | Vin            | Par            | Per            | Tot            | PF             | PS             | Vin     | Per     | Tot     | PF      | PS      | risultato | avversaria |
| -------- | -------------- | -------------- | -------------- | -------------- | -------------- | -------------- | ------- | ------- | ------- | ------- | ------- | --------- | ---------- |
| 2014-15  | 2              | 0              | 5              | 7              | 130            | 242            | -       | -       | -       | -       | -       | -         | -          |
| 2015-16  | 0              | 0              | 6              | 6              | 25             | 360            | -       | -       | -       | -       | -       | -         | -          |
| 2016-17  | 1              | 0              | 5              | 6              | 26             | 290            | -       | -       | -       | -       | -       | -         | -          |
| 2017-18  | 1              | 0              | 5              | 6              | 82             | 174            | -       | -       | -       | -       | -       | -         | -          |
| 2018-19  | 0              | 0              | 5              | 5              | 8              | 184            | -       | -       | -       | -       | -       | -         | -          |
| 2019-20  | 4              | 0              | 2              | 6              | 77             | 69             | -       | -       | -       | -       | -       | -         | -          |
| Totale   | 8              | 0              | 28             | 36             | 348            | 1319           | -       | -       | -       | -       | -       |           |            |

Fonti: Enciclopedia del Football - A cura di Roberto Mezzetti

### Riepilogo fasi finali disputate
| Anno           | Luogo | Evento         | Fase del torneo  | Incontro                             | Risultato |
| 2008           |       | Copa de España | Semifinale       | Osos de Rivas - Sevilla Linces       | 35 - 8    |
| 1º maggio 2022 |       | LNFA Serie B   | Quarti di finale | Mairena Blue Devils - Sevilla Linces | 52 - 14   |

## Palmarès
- 1 Campionato andaluso (2010)